# Christopher Brown
Christopher "Chris" Brown, född 15 oktober 1978 på ön Eleuthera i Bahamas, är en bahamansk friidrottare som tävlar framför allt på 400 meter. Förutom att vinna medaljer i individuella tävlingar har han också vunnit medaljer i stafettävlingar. 
Under 2007 vann han vid panamerikanska spelen 2007 guldmedalj i såväl 400 meter individuellt som i 4x400 m stafett. Vid VM i friidrott 2007 i Osaka tangerade han det gällande nationsrekordet när han placerade sig som fyra i 400-metersfinalen. Tillsammans med Avard Moncur, Andrae Williams och Michael Mathieu blev han silvermedaljör på 4x400 m.

## Olympiska spelen
Brown deltog redan vid Olympiska sommarspelen 2000 då han blev utslagen redan i försöket. Han var i semifinal vid Olympiska sommarspelen 2004 men tog sig inte vidare till finalen. Vid OS i London 2012 var han med i stafettlaget som tog guld på 4 x 400 meter. 

## VM i friidrott
Christopher Browns första internationella mästerskapsfinal var VM 2005 i Helsingfors där han slutade fyra på tiden 44,48. Han blev bronsmedaljör vid inomhus-VM 2006 i Moskva. 
Vid VM 2007 i Osaka blev åter precis utanför prispallen. Denna gång så slutade han på fjärde plats på tiden 44,45. Ytterligare en bronsmedalj blev det vid VM inomhus 2008 i Valencia. Utomhus samma år deltog han vid Olympiska sommarspelen 2008 där han slutade åter på en fjärde plats denna gång på tiden 44,84.
Brown deltog även vid VM 2009 i Berlin där han slutade på femte plats. Han avslutade friidrottsåret 2009 med att bli tvåa, efter LaShawn Merritt vid IAAF World Athletics Final 2009.

## Meriter i stafett
Förutom de individuella meriterna har han flera medaljer i stafetten över 4 x 400 meter. Vid Olympiska spelen 2012 blev han guldmedaljör och 2008 silvermedaljör. Vid världsmästerskapen har han tre gånger varit med i stafettlag som blivit silvermedaljör och en gång har han blivit bronsmedaljör.

## Personliga rekord
- 400 meter - 44,40